# The Artist and the Brute
The Artist and the Brute è un cortometraggio muto del 1913 diretto da Henry MacRae. Sceneggiato da Otto Breitkreutz e prodotto dalla Selig Polyscope Company, aveva come interpreti Kathlyn Williams, Hobart Bosworth, Al Ernest Garcia, Lorraine Otto, Charles Bennett, Wheeler Oakman.

## Produzione
Il film fu prodotto dalla Selig Polyscope Company.

## Distribuzione
Distribuito dalla General Film Company, il film - un cortometraggio di una bobina - uscì nelle sale cinematografiche statunitensi il 7 febbraio 1913. Il 27 aprile di quello stesso anno venne distribuito anche nel Regno Unito.